# Francesc Pascual Greoles
Francesc Pascual (Castellnou de Seana, Pla d'Urgell, 1934) és un escriptor català. Va estudiar al seminari de Solsona, però no hi va arrelar i va passar-se a la cançó, la poesia i la pintura. Membre dels Setze Jutges dels primers anys, va formar part del grup Can 64 de Lleida, grup de cantautors amb els quals ha publicat un llibre i un CD testimonial (1996). Com a pintor ha realitzat una dotzena d'exposicions i, com a escriptor, ha publicat assaigs històrics i els volums poètics Pas de pardal (2004) i Soca d'olivera (2007). Comptabilitza una quinzena d'obres publicades en solitari, i unes quantes més en col·laboració.
És un escriptor agut i detallista que d'una manera prioritària ha centrat les seues obres en la gent, les costums i els esdeveniments de la terra on viu, altrament ”la universal” com qualsevol altra.

## Obra
Investigació i divulgació
- La Golarda. (Lleida: Pagès, 1991)
- El jardí de la Boira. (Lleida: Pagès, 1994)

Narrativa
- Les bigues mestres. (Lleida: Pagès, 1999)
- El clot de l'aigua. (Lleida: Pagès, 2002)
- Perfum d'alfàbrega. (Lleida: Pagès, 2004)
- Els arbres perduts (Lleida: Pagès, 2008)
- La raó trobada (Lleida: Pagès, 2010)[3]
- Camp de concentració. Bolero. (Lleida: Pagès, 2013)
- La primavera que ve (Lleida: Pagès, 2016)
- El silenci de l'aigua. (Lleida: Pagès, 2018)[4]

Poesia
- Pas de pardal. (Lleida: Pagès, 2004)
- Soca d'olivera. (Lleida: Pagès, 2007)[5]